# 道の駅夜叉ケ池の里さかうち
道の駅夜叉ヶ池の里さかうち（みちのえき やしゃがいけのさとさかうち）は、岐阜県揖斐郡揖斐川町坂内広瀬にある国道303号の道の駅である。
特産品はシカの加工品やシカ肉の料理などで有害鳥獣として捕獲されたものである。道の駅では遊らんど坂内スキー場（1990年開設、2009年閉鎖）の敷地の一部で飼育されていたダチョウの加工品やダチョウ料理が特産品だったが、2014年頃にダチョウの飼育事業は終了し、2018年から野生鳥獣肉の解体処理施設に改修されシカ肉のジャーキーなどが製造されている。

## 施設
情報館と物産館が駐車場に対しハの字に配置されている。
- 駐車場
  - 普通車：21台
  - 大型車：2台
  - 身障者用：2台
- トイレ（いずれも24時間利用可能）
  - 男：大 2器、小 4器
  - 女：6器
  - 身障者用：1器
- 公衆電話
- 情報館
- 物産館
  - レストラン（11:00 - 16:30）
  - 物産販売所

## 休館日
- 水曜日
- 年末年始

## アクセス
- 国道303号 - 登録路線

## 周辺

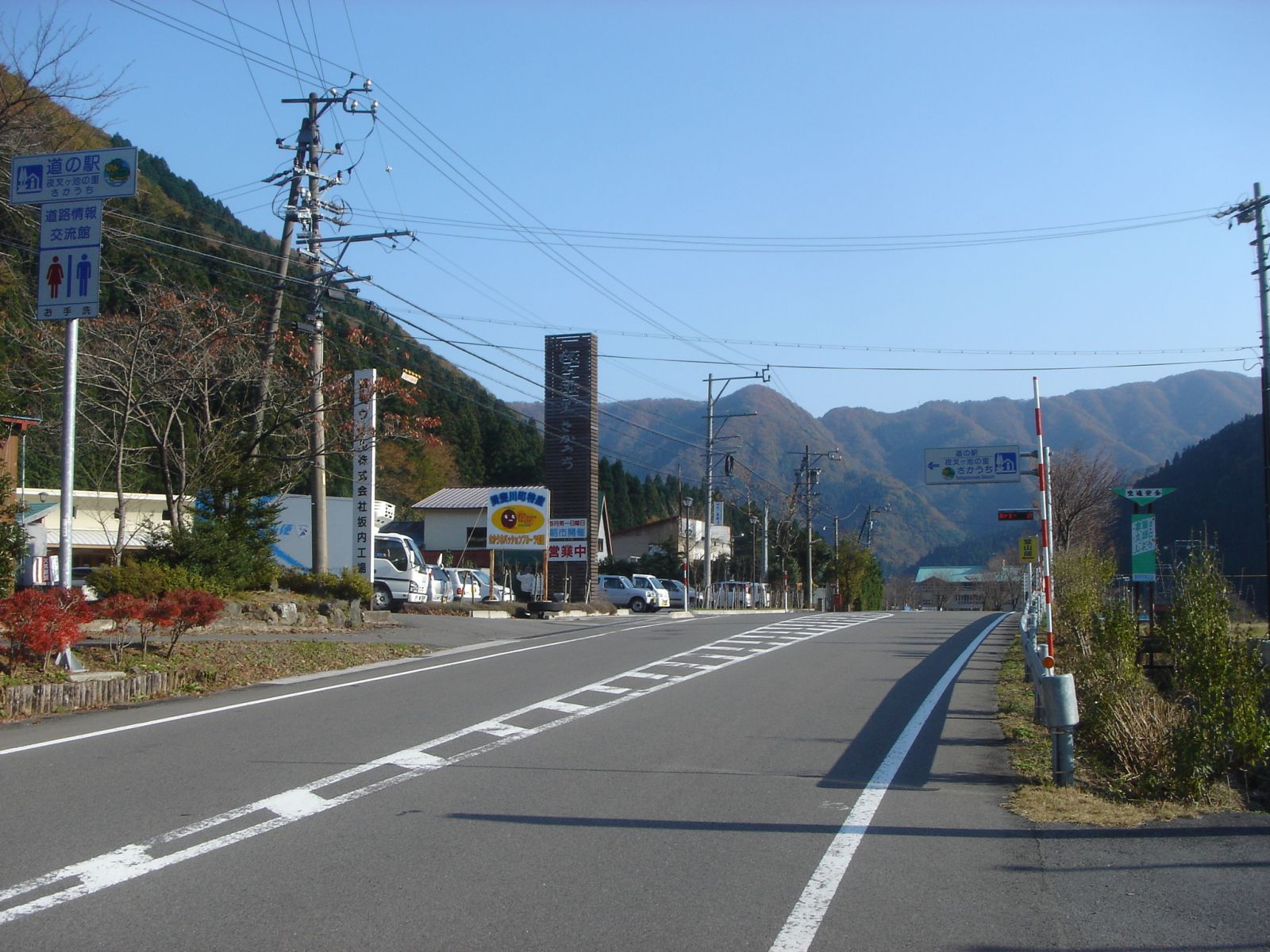
西側より2007年撮影

- 揖斐川町坂内振興事務所
- 廣瀬神社